# Saint-Pierre-des-Nids
Saint-Pierre-des-Nids är en kommun i departementet Mayenne i regionen Pays de la Loire i nordvästra Frankrike. Kommunen ligger i kantonen Pré-en-Pail som tillhör arrondissementet Mayenne. År 2022 hade Saint-Pierre-des-Nids 1 761 invånare.

## Befolkningsutveckling
Antalet invånare i kommunen Saint-Pierre-des-Nids
| Referens: INSEE |